# Tamaria halperni
Tamaria halperni is een zeester uit de familie Ophidiasteridae.
De wetenschappelijke naam van de soort werd in 1971 gepubliceerd door Maureen Downey.
De soort komt voor in de Caraïbische Zee.